# 水果湖

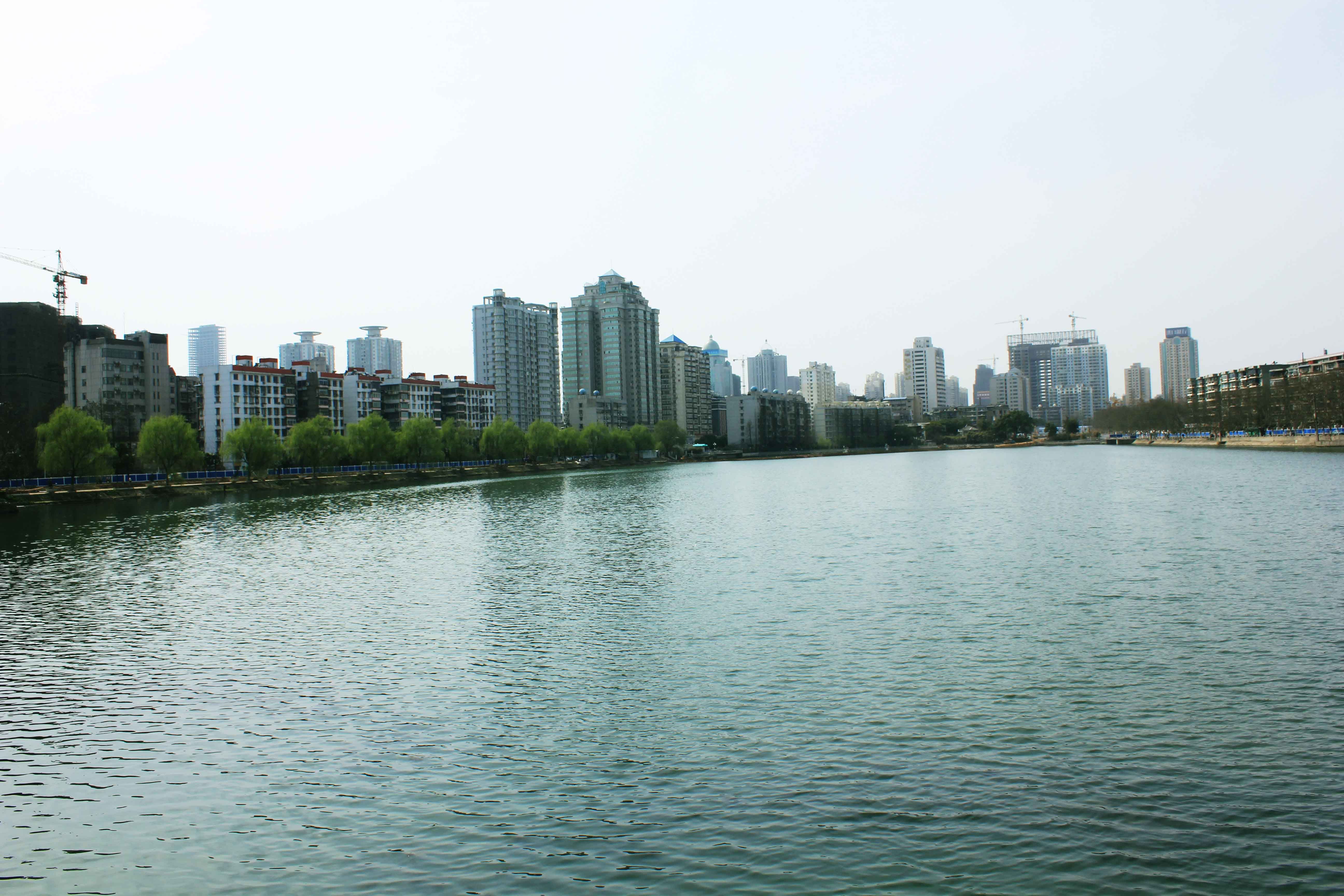
水果湖。

水果湖，是中国武汉市武昌区的一个城中湖泊，为东湖的一个子湖，通过楚河与沙湖相联络；也泛指水果湖一带西至中北路、南至八一路、东抵东湖的地区，是湖北省政府机关所在地。附近也有水果湖高级中学（简称“水高”）。
水果湖原名水口湖，水通过此湖口流入东湖，故名“水口湖”。后因武汉话中“果”“口”音近，逐渐讹为“水果湖”。